# Gaggan Anand
Gaggan Anand, né le 21 février 1978, à Calcutta, est un chef cuisinier indien.
Chef du restaurant Gaggan Annand, il était auparavant le chef du restaurant Gaggan à Bangkok, deux étoiles au Michelin dans la première édition du Thaïlande, en 2018 et fermé en octobre 2019. Son restaurant a été pendant quatre années consécutives « meilleur restaurant d'Asie », selon le classement World's 50 Best et était classé, en 2019, au 4e rang dans la liste des 50 meilleurs restaurants du monde. 

## Biographie
Gaggan Anand est né de parents pendjabis. Dans sa jeunesse, il s'intéresse plutôt à la musique et est batteur dans des groupes de rock locaux. Il poursuit des études dans une école hôtelière à Trivandrum (IHMCT Kovalam, Indian Institute of Hotel Management and Catering Technology) et son diplôme en poche se forme dans les cuisines de la chaîne Taj Hotels Resorts and Palaces. Au bout d'un an, il réalise que le cadre hôtelier n'est pas le lieu propice pour exprimer sa créativité. Il part ensuite à Calcutta et gère un service de livraison à domicile dans le quartier de Tollygunge. Même le succès est au rendez-vous, il est frustré de ne pouvoir exprimer son côté artistique comme il le désire. Il appellera ces six années «ses années grises».
À 27 ans, il divorce, quitte Calcutta, laisse tous ses biens à son ex-épouse et part à Bangkok, où il travaille au Red, restaurant spécialisé dans la cuisine indienne contemporaine, ainsi que dans d'autres établissements. En 2009, il décide de fonder son propre restaurant de cuisine moléculaire indienne. Pendant qu'il monte son projet, il part se former au El Bulli, restaurant espagnole de cuisine moléculaire, auprès de Ferran Adrià. Son restaurant Gaggan ouvre en décembre 2010.
En deux ans, Gaggan se retrouve dans les dix meilleurs restaurants d'Asie et se classe 66e au classement World's 50 Best. En 2014, il passe de 66e à 17e et en 2019, il se retrouve au  4e rang.
En 2018, Gaggan Anand annonce son projet de quitter Gaggan en 2020 et d'ouvrir un restaurant de 10 couverts, ouvert uniquement les weekends, à Fukuoka, au Japon. À la suite d'un désaccord avec ses partenaires, Gaggan Anand quitte son restaurant plus tôt que prévu, soit en août 2019. Son équipe démissionnant dans sa foulée, Anand suspend son projet japonais, afin d'ouvrir un nouveau restaurant à Bangkok, pour y réinstaller son second Rydo Anton et son équipe. Gaggan Anand ouvre le 1er novembre 2019,.
À l'automne 2019, Gaggan Anand participe au tournage d'une épreuve de la saison 11 de Top Chef.